# 里亚格火车站

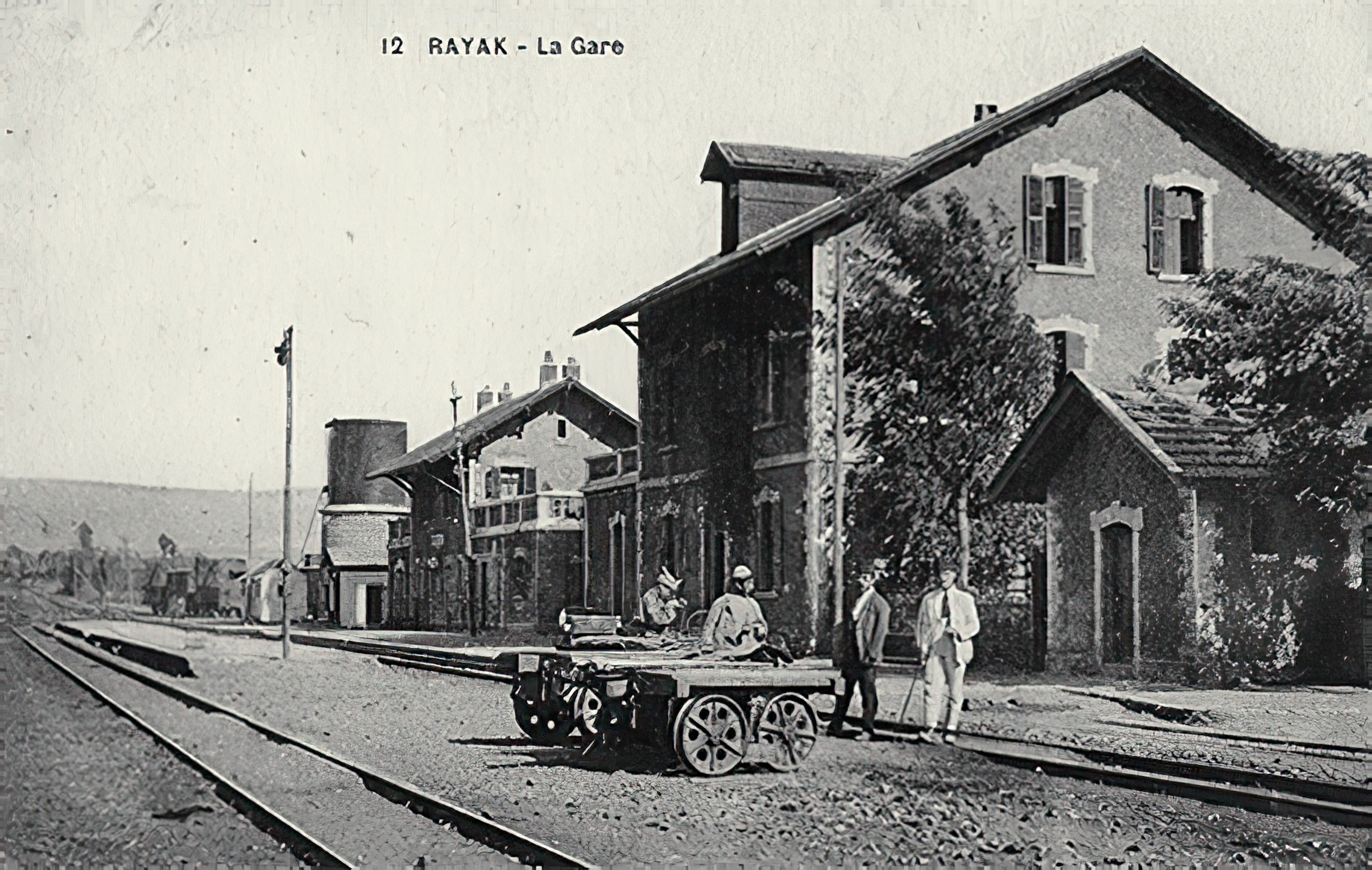
里亚格火车站，摄于1920年前后

里亚格火车站指的是位于黎巴嫩里亚格的一座前客运火车站兼铁路维修所。该站是通往叙利亚霍姆斯和大马士革地区及伊拉克摩苏尔的重要交通枢纽，是黎巴嫩铁路系统中战略意义相当重大的车站。该站配有大型维修设施，站内综合设施共有九栋建筑，包括酒店、电信中心和售票处。周边还有包括军事中心、邮局、员工休息室和安保大楼等建筑。
1895年，一列从贝鲁特出发的列车抵达里亚格。这是第一列驶进该站的列车。

## 历史
里亚格火车站及其配套综合设施共占地35,400平方米；综合设施共有48座建筑物，铁路工人在这里制造铁路用配件，并进行机车的维护工作。除此之外，该站的维修厂还可将蒸汽机车由煤炭驱动改装为燃油驱动。
在两次世界大战期间，里亚格火车站曾作为连接该地区首府、大马士革与欧洲的重要通道，成为了黎巴嫩铁路系统中最繁忙的车站。除此之外，该站于两次世界大战期间还曾用作重要军事地点。第一次世界大战时，该站曾作为奥斯曼军队的集结点。第二次世界大战期间，站内的维修厂被改造为军事基地，为法国空军制造飞机。
在黎巴嫩内战期间，该站被叙利亚军队占领；叙军曾占用该站综合体中的一部分建筑物作为拘留所和刑场。2005年，叙利亚军队从该站撤出。
该站曾于2010年动议改建为博物馆，但由于缺乏当地政界人士的支持而被迫终止。截至2018年，这些建筑中许多仍然存在，但已经缺乏保护。

## 综合体
站内维修设施的东侧共有“直轨”和“曲轨”两条铁路线。其中，“直轨”于20世纪40年代关闭，曾可通往贝鲁特和特博尔的英国军事基地；“曲轨”将客运站与维修厂相连，并可通往霍姆斯市。车站西侧有一条通往大马士革的铁路，北侧有5股轨道，其中3条用于客运列车，2条用于货运列车。车站南侧铺有两条铁轨，用于重新引导机车。
维修车间区域分为两部分：工厂区和存储区。工厂区共有25栋建筑，其中包括冶金综合体、工具维修区、机械机械部、主机室、管道车间、绘图室、空压机室、油漆车间、刹车修理厂、铸造区和装配区。存储区仅准许内部工作人员进入，配套有木工车间、工程师办公室、医疗诊所、发电厂、机车存放区、餐厅、宿舍、商店总部、铁路人员内部使用的车站、售票处、保安塔、保安亭、燃料中心和食品储存中心等设备。